# Les Mages
 Les Mages  es una población y comuna francesa, en la región de Languedoc-Rosellón, departamento de Gard, en el distrito de Alès y cantón de Saint-Ambroix.

## Demografía
| 1150 | 1145 | 1127 | 1275 | 1497 | 1511 |
| Para los censos de 1962 a 1999 la población legal corresponde a la población sin duplicidades (Fuente: INSEE [Consultar]) |      |      |      |      |      |